# Љубомир Љуба Јовановић
Љубомир Јовановић (Нови Сад, 15. март 1982) је бивши српски рукометаш. Играо је на позицији десног бека. Био је у браку са певачицом Наташом Беквалац.

## Каријера
Професионалну каријеру је почео у Војводини из Новог Сада. Играо је и у зрењанинском Пролетеру, да би се касније вратио у екипу Војводине. У марту 2012. Рукометни савез Србије је казнио Јовановића са две године забране такмичења због допинг позитивног резултата. Јовановић је био позитиван на три анаболичка стероида: болденон, тестостерон и тренболон, на утакмици између његовог клуба и РК Партизан, у Новом Саду, 14. маја 2011. године. У питању је било финале Купа Србије, у коме је Војводина тријумфовала. Након истека суспензије, на терен се вратио почетком 2014. године када је приступио београдском Партизану.